# La discesa dei nove
La discesa dei nove (I kathodos ton 9) è un film del 1984 diretto da Christos Siopahas.

## Riconoscimenti
- 1985 - Festival di Mosca
  - Gran Premio